# Styggvrån
Styggvrån är ett naturreservat i Karlstads kommun i Värmlands län.
Området är naturskyddat sedan 2014 är 29 hektar stort. Reservatet består av barr- och lövskog.